# تيولو
تيولو (بالإيطالية: Teolo)‏ هي بلدية في مقاطعة باذوة في منطقة فنيتة الإيطالية، وتقع على بعد 50 كيلومترًا (31 ميلًا) غرب مدينة البندقية، و15 كيلومترًا (9 ميلًا) جنوب غرب باذوة.